# Жданович Андрій Хомич
Андрій Хомич Жданович (1898, місто Красноярськ, тепер Російська Федерація — ?) — радянський білоруський діяч, учасник радянського партизанського руху, голова Бобруйського облвиконкому. Член ЦК КП(б) Білорусії. Депутат Верховної Ради СРСР 2-го скликання.

## Життєпис
Служив у Червоній армії, учасник громадянської війни в Росії.
Член ВКП(б) з 1925 року.
До липня 1941 року — заступник голови виконавчого комітету Гомельської обласної ради депутатів трудящих.
Під час німецько-радянської війни перебував спершу в евакуації. З липня до жовтня 1943 року — член Гомельського підпільного обласного комітету КП(б) Білорусії; уповноважений ЦК КП(б) Білорусії з координації партизанського руху Північної групи Гомельської області, представник Білоруського Штабу партизанського руху.
До вересня 1944 року — заступник голови виконавчого комітету Гомельської обласної ради депутатів трудящих. У січні — квітні 1944 року — в.о. голови виконавчого комітету Гомельської обласної ради депутатів трудящих.
У вересні 1944 — січні 1954 року — голова виконавчого комітету Бобруйської обласної ради депутатів трудящих.
З січня 1954 року — заступник голови виконавчого комітету Брестської обласної ради депутатів трудящих.
Подальша доля невідома.

## Нагороди
- орден Леніна (30.12.1948)
- два ордени Вітчизняної війни І ст. (1.01.1944, 1945)
- орден «Знак Пошани»
- медалі